# Илинский, Ян-Каэтан
Граф Ян-Каэтан Илинский (точнее Илиньский, пол. Jan Kajetan Iliński; (17 июля 1731 — 1794) — польский государственный деятель, староста житомирский (1753—1794), войский киевский (с 1753).

## Биография
Шляхтич герба Лис, представитель рода Илинских. Сын Казимира Илинского (Kazimierz Ilinski) (? — 1756), полковника войск Коронных.
Владелец имения Романов, основавший в 1761 году Бернардинский монастырь в Житомире.
Посол (депутат) Конвокационного сейма 1764 года от киевского воеводства и Коронационного сейма в том же году
В 1764 году участвовал в избрании Станислава Августа Понятовскогой на трон Речи Посполитой.
В 1779 году ему был пожалован титул наследственного графа.

## Семья
Был женат трижды — первый раз на Юзефе Марианне Вессель, второй — на Катаржине Бельской и в третий раз — на Анне Якобе (Жакобе) Браконье (? — 1813). От первого брака у него было три сына — Альбин (умерший молодым), Януш Станислав (1765—1792), генерал-инспектор кавалерии, так же погибший молодым в битве при Маркушове и Август (1766—1844), действительный тайный советник, российский сенатор (после него эта линии Ильинских получила приставку — «сенаторская»), действительный камергер Российской империи и генерал, наследовавший все богатства семьи. Кроме того, Ипполит Юзеф, Анна-Мария и Людвик.

## Награды
- Орден Святого Станислава (1784)
- Орден Белого орла (1791)